# Скитащ водобегач
Скитащият водобегач (Tringa incana) е вид птица от семейство Бекасови (Scolopacidae).

## Разпространение
Видът е разпространен в Американска Самоа, Австралия, Вануату, Гуам, Гватемала, Еквадор, Канада, Колумбия, Коста Рика, Кирибати, Маршалови острови, Мексико, Микронезия, Малки далечни острови на САЩ, Науру, Нова Каледония, Нова Зеландия, Ниуе, Острови Кук, Палау, Папуа Нова Гвинея, Перу, Питкерн, Русия, Салвадор, Северни Мариански острови, Самоа, Соломоновите острови, САЩ, Токелау, Тонга, Тувалу, Уолис и Футуна, Фиджи, Френска Полинезия, Хондурас и Чили.